# 托馬斯·貝雷塔

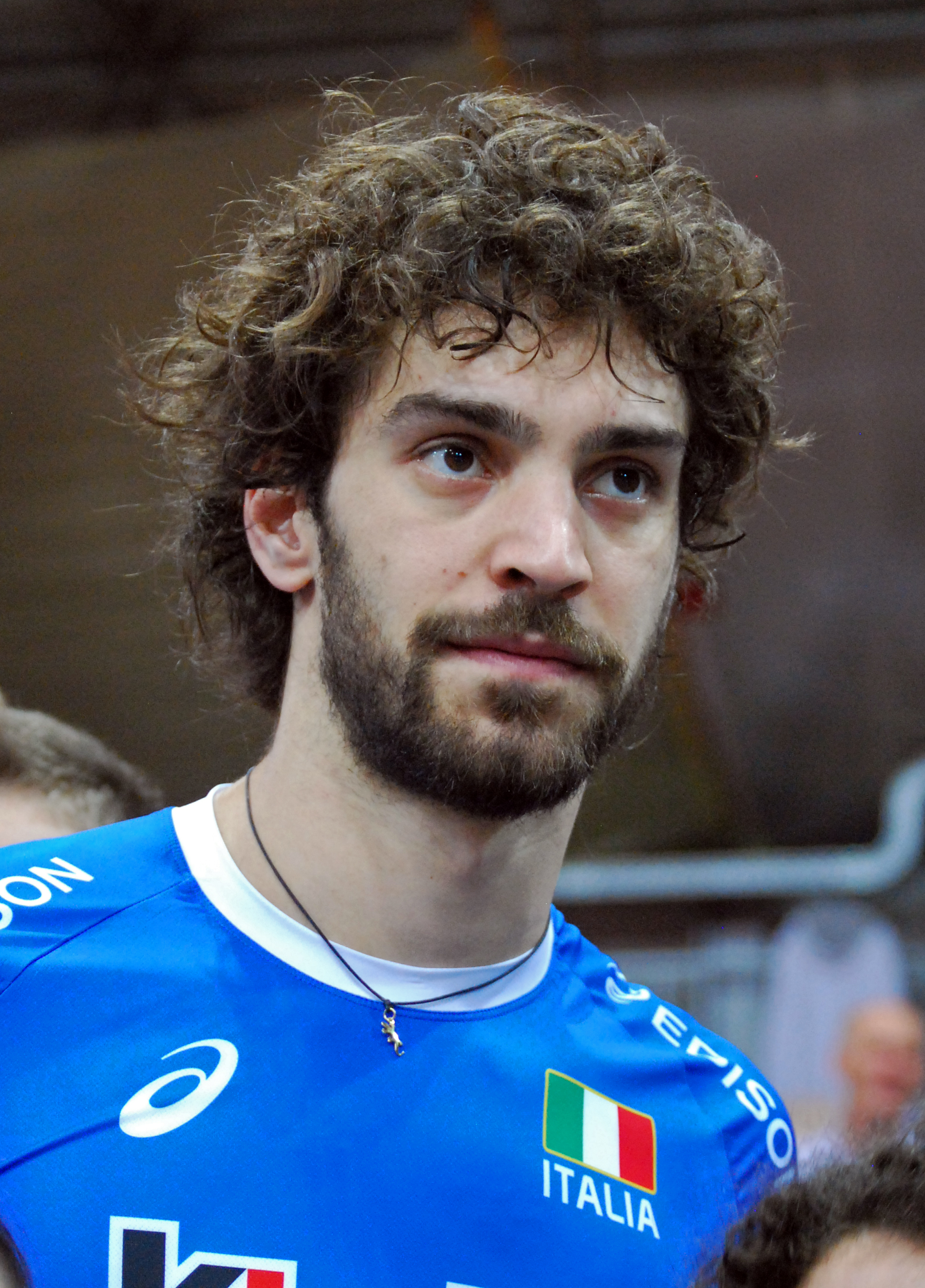
托馬斯·貝雷塔

托馬斯·貝雷塔（義大利語：Thomas Beretta；1990年4月18日—）是一位意大利排球運動員。他現在效力於翁布里亞排球俱樂部。他也是意大利國家男子排球隊的一員，代表意大利參加世界排球錦標賽等賽事。